# Шондиха
Шондиха — деревня в Пермском районе Пермского края. Входит в состав Юго-Камского сельского поселения.

## Географическое положение
Расположена на левом берегу реки Пизя выше места впадения в неё реки Шондиха, примерно в 24 км к югу от административного центра поселения, посёлка Юго-Камский.

## Население
| 2010 |
| ---- |
| 10   |

## Топографические карты
- Лист карты O-40-88 Новый. Масштаб: 1 : 100 000. Состояние местности на 1988 год. Издание 1990 г.